# UC-50号潜艇
陛下之UC-50号艇是德意志帝国海军于第一次世界大战期间建造的其中一艘UC-II型近岸布雷潜艇或称U艇。它由基尔的日耳曼尼亚船厂承建，于1916年11月23日新船下水，至同年12月21日交付使用。其全长52.69米，水面及水下排水量分别为434吨和511吨，艇载武器则包括三具鱼雷发射管、六具水雷滑射槽以及一门88毫米口径甲板炮。UC-50号入役后曾被部署至北海的第一区舰队和驻比利时的佛兰德区舰队，并参与了大西洋潜艇战。通过其九次巡逻，共直接或间接击沉29艘协约国或中立国舰船，容积总吨累计为42871吨。1918年1月7日，UC-50号在驶往比斯开湾后失踪，艇内29名官兵全数罹难。

## 设计
1915年秋天，由于中立国美国的干预，U艇战几乎陷入停顿，导致德国广泛开展《国际法》所允许的水雷战，从而使布雷潜艇的需求量相应增加。德意志帝国海军潜艇监察局（Inspektion des U-Bootwesens）的开发部门留意到了这一点，遂以UB-II型为基础，按照兼顾布雷效率和生产速度的要求，以41号工程的名义设计了UC-II型潜艇。为了弥补前型UC-I型的缺陷，UC-II型艇不仅更大，而且采用双轴推进系统。然而，与前型最主要的区别在于，UC-II型艇重新运用了双壳体结构。但它并非纯粹的双体潜艇，而是一种中间过渡型；因为外层没有封闭耐压壳体，而是作为鞍形水柜附在上方。
UC-50号是64艘UC-II型方案的其中一艘。这个亚型的艇体结构与UB-II型类似，但体积更大，全长为52.69米，并有3.64米的吃水深度；由于不再考虑铁路运输的装载限界，舷宽也得以增至5.22米。其水上和水下排水量分别为434吨和511吨。艇只采用两台科尔庭六缸四冲程600匹公制馬力（440千瓦特）柴油机用于水面运行，以及两台620匹公制馬力（460千瓦特）的BBC电动发电机用于水下航行；水面最高航速11.8節（21.9每小時），水下7.2節（13.3每小時）；能够在水面以7節（13每小時）航速续航9,450海里（17,500），或以4節（7.4每小時）连续在水下航行52海里（96）而无需充电。其潜没需时约为30秒，能够在50米的深度下运作。
作为布雷潜艇，UC-50号改将六具布雷滑射槽安装在艇体前部，每具储存井内的水雷数量增至3枚，即合共18枚UC200型水雷。布雷时只需将存储井底部的盖板打开，水雷便可凭借自身重量滑入水中。随着滑射槽长度增加，艇体艏楼的上层建筑被抬高，上层建筑与司令塔之间的凹陷处布置了一门88毫米30倍径速射炮作为甲板炮。但由于位置相对较低，火炮甲板在恶劣海况下很容易被涌浪淹没。此外，UC-50号还装备有三具500毫米鱼雷发射管，这极大提升了潜艇的攻击能力。其中艇艏两具外置在两侧、艇艉一具则为内置式，并可搭载合共7枚G6型鱼雷。其标准船员编制为3名军官及23名水兵。

## 历史
1916年1月12日，在海军元帅阿尔弗雷德·冯·提尔皮茨的倡议下，国家海军办公室分别向五家德国造船厂发包第三批次的UC-II型潜艇。UC-50号因此成为基尔日耳曼尼亚船厂承建的第二艘UC级潜艇，建造编号为266。它于1916年11月23日新船下水，至同年12月21日在首度担任艇长的海军上尉鲁道夫·佐伊费尔的指挥下交付使用，随即展开海试。佐伊费尔也是该艇的唯一一任艇长。完成海试后，UC-50号于1917年2月18日先是被编入驻布伦斯比特尔科格的第一潜艇区舰队服役，自同年7月6日起又转配至驻泽布吕赫的佛兰德区舰队，成为海军佛兰德集团军的一份子。
在近一年的服役生涯中，UC-50号参与了大西洋潜艇战，足迹遍及英格兰沿岸和比斯开湾水域。通过其九次布雷及破交战巡逻，UC-50号合共击沉协约国或中立国的25艘商船和4艘辅助军舰，容积总吨累计为42871吨。其中，体积最大的受害者是注册吨位为8312吨的英国货轮拉内格拉号（La Negra）；它于1917年9月3日从布宜诺斯艾利斯运载冻肉前往英国的途中在斯塔特角西南偏南约50海里（93）附近遭佐伊费尔发射鱼雷击沉，造成4人罹难，幸存者则被英国驱逐舰胜利者号救起。1918年1月7日，UC-50号从布鲁日启航，前往卢瓦尔河口和吉伦特省沿岸执行布雷任务，但在进入比斯开湾后失踪，艇内29名官兵全数罹难。长期以来，曾有报道称该艇是2月4日返程途中在多佛尔海峡遭到英国驱逐舰祖比亚人号撞击和投掷深水炸弹而沉没，但后来证实此次遇袭的是UC-79号潜艇。

## 袭击历史摘要
| 日期           | 船名                  | 船籍         | 吨位 | 结局 |
| -------------- | --------------------- | ------------ | ---- | ---- |
| 1917年3月13日  | 肯彭号                | 荷蘭         | 2557 | 击沉 |
| 1917年3月16日  | 古德布兰德号          | 挪威         | 1860 | 击沉 |
| 1917年3月17日  | 喀里多尼亚号          | 英国         | 161  | 击沉 |
| 1917年3月17日  | 埃克佩迪号            | 挪威         | 680  | 击沉 |
| 1917年3月17日  | 高恩号                | 英国         | 25   | 击沉 |
| 1917年3月17日  | 茶隼号                | 英国         | 181  | 击沉 |
| 1917年3月20日  | 弗里斯克号            | 挪威         | 1038 | 击沉 |
| 1917年3月22日  | 科罗拉多河号          | 英国         | 3565 | 击沉 |
| 1917年4月14日  | 维纳斯号              | 挪威         | 725  | 击沉 |
| 1917年4月18日  | 威瑟姆号              | 英国         | 144  | 击沉 |
| 1917年4月20日  | 里辛城堡号            | 英國皇家海軍 | 275  | 击沉 |
| 1917年4月24日  | 马尔盖特号            | 英國皇家海軍 | 162  | 击沉 |
| 1917年4月24日  | 蜉蝣号                | 英国         | 199  | 击沉 |
| 1917年4月24日  | 高卢号                | 英國皇家海軍 | 270  | 击伤 |
| 1917年4月26日  | 活动号                | 英国         | 149  | 击沉 |
| 1917年4月26日  | 电话号                | 挪威         | 777  | 击沉 |
| 1917年5月27日  | 达特穆尔号            | 英国         | 2870 | 击沉 |
| 1917年5月30日  | 艾娜·威廉号           | 英國皇家海軍 | 337  | 击沉 |
| 1917年7月26日  | 卡马森号              | 英国         | 4262 | 击沉 |
| 1917年9月3日   | 拉内格拉号            | 英国         | 8312 | 击沉 |
| 1917年9月5日   | 艾玛号                | 英国         | 73   | 击沉 |
| 1917年9月5日   | 弗洛伦斯·马斯普拉特号 | 英国         | 79   | 击沉 |
| 1917年9月5日   | 弗朗西丝号            | 英国         | 89   | 击沉 |
| 1917年9月5日   | 西奥多号              | 英国         | 230  | 击沉 |
| 1917年9月6日   | 阿莱西亚号            | 法國         | 6006 | 击沉 |
| 1917年9月7日   | 凡尔赛号              | 法國         | 70   | 击沉 |
| 1917年9月26日  | 海洋之星号            | 英國皇家海軍 | 92   | 击沉 |
| 1917年10月11日 | 贝查坦号              | 英国         | 3758 | 击沉 |
| 1917年10月11日 | 米拉号                | 英国         | 3700 | 击沉 |
| 1917年12月12日 | 埃姆林登号            | 英国         | 495  | 击沉 |

## 脚注
1. 1 2 3 4 5  Helgason, Guðmundur. . German and Austrian U-boats of World War I - Kaiserliche Marine - Uboat.net.   [2009-02-23].
2. ↑  Tarrant，第173頁.
3. 1 2 3  Gröner 1991，第31-32頁.
4. 1 2  Helgason, Guðmundur. . German and Austrian U-boats of World War I - Kaiserliche Marine - Uboat.net.   [2015-02-27].
5. ↑  陈进，第48頁.
6. ↑  . Navypedia.   [2022-09-16]. （原始内容存档于2023-01-20）.
7. ↑  陈进，第46頁.
8. ↑  Michelsen，第48頁.
9. ↑  陈进，第165頁.
10. ↑  Herzog，第139頁.
11. 1 2  NARS，第66頁.
12. 1 2  Helgason, Guðmundur. . German and Austrian U-boats of World War I - Kaiserliche Marine - Uboat.net.   [2015-02-25].
13. ↑  Helgason, Guðmundur. . German and Austrian U-boats of World War I - Kaiserliche Marine - Uboat.net.   [2022-10-08].
14. ↑  Messimer，第290頁.
15. ↑  . Burton Upon Hather Heritage Group.   [2015-02-27]. （原始内容存档于2015-02-27）.